# Хакона (Нью-Мексико)
Хакона (англ. Jacona) — переписна місцевість (CDP) в США, в окрузі Санта-Фе штату Нью-Мексико. Населення — 400 осіб (2020).

## Географія
Хакона розташована за координатами 35°53′19″ пн. ш. 106°2′19″ зх. д. / 35.88861° пн. ш. 106.03861° зх. д. (35.888706, -106.038628).  За даними Бюро перепису населення США в 2010 році переписна місцевість мала площу 2,19 км², уся площа — суходіл.

## Демографія
Згідно з переписом 2010 року, у переписній місцевості мешкало 412 осіб у 173 домогосподарствах у складі 115 родин. Густота населення становила 188 осіб/км².  Було 195 помешкань (89/км²).
Расовий склад населення:
| - 69,4 % — білих - 2,9 % — корінних американців - 0,5 % — вихідців з тихоокеанських островів - 0,5 % — чорних або афроамериканців - 0,5 % — азіатів - 22,3 % — осіб інших рас |

До двох чи більше рас належало 3,9 %. Частка іспаномовних становила 74,5 % від усіх жителів.
За віковим діапазоном населення розподілялося таким чином: 24,5 % — особи молодші 18 років, 58,3 % — особи у віці 18—64 років, 17,2 % — особи у віці 65 років та старші. Медіана віку мешканця становила 45,4 року. На 100 осіб жіночої статі у переписній місцевості припадало 101,0 чоловіків;  на 100 жінок у віці від 18 років та старших — 96,8 чоловіків також старших 18 років.
Середній дохід на одне домашнє господарство  становив 91 013 долари США (медіана — 54 375), а середній дохід на одну сім'ю — 104 945 доларів (медіана — 63 750). Медіана доходів становила 55 625 доларів для чоловіків та 44 063 долари для жінок. За межею бідності перебувало 18,3 % осіб, у тому числі 29,0 % дітей у віці до 18 років та 9,8 % осіб у віці 65 років та старших.
Цивільне працевлаштоване населення становило 198 осіб. Основні галузі зайнятості: науковці, спеціалісти, менеджери — 18,7 %, освіта, охорона здоров'я та соціальна допомога — 15,7 %, будівництво — 13,6 %, мистецтво, розваги та відпочинок — 12,6 %.